# Сіґрід Нуньєс
Сіґрід Нуньєс (нар. 1951) — американська письменниця,  романістка. Її сьомий роман «Друг» отримав Національну книжкову премію за художню літературу 2018 року.

## Життєпис
Сіґрід Нуньєс народилася та виросла в Нью-Йорку, донька  матері-німкені та батька китайсько-панамського походження. Здобула ступінь бакалавра в коледжі Барнард (1972) і ступінь магістра в Колумбійському університеті (1975), після чого деякий час працювала помічницею редактора в The New York Review of Books. Нуньєс опублікувала дев’ять романів, зокрема «Пір'їна на диханні Бога», «Останній із її роду», «Друг», «Через що ти проходиш»  і, крайній роман, «Вразливі». Також є авторкою книжки «Завжди Сьюзен: Мемуари про Сьюзен Зонтаґ».
Нуньєс дописувала у такі журнали: The New Yorker, The New York Times, The New York Review of Books, The Paris Review, Harper's, McSweeney's, The Believer, The Threepenny Review, The London Review of Books, Harper's Weekly і The Wall Street Journal.
Її роботи також з’явилися в кількох антологіях, зокрема у чотирьох томах Премії Pushcart та в чотирьох антологіях азійсько-американської літератури. Одне з її оповідань було відібрано до збірки «Кращих американських оповідань 2019». Нуньєс, членкиня Меморіального фонду Джона Саймона Гуґґенхайма, також є лауреаткою письменницької премії Вайтинга, стипендії Берлінської премії, премії Фонду Розенталя та Римської літературної премії. Нуньєс є членкинею Американської академії мистецтв і літератури. Вона була стипендіаткою програми Джеймса Меррілла в грудні 2018 року – січні 2019 року.
Викладала в Колумбійському, Принстонському, Бостонському університетах і Новій школі, а також була запрошеною письменницею або письменницею на резиденції в Амгерсті, Сміті, Баруху, Вассарі, Сіракузах та Каліфорнійському університеті в Ірвайні тощо. Нуньєс також була викладачкою письменницької конференції  Bread Loaf та кількох інших письменницьких конференцій по всій країні. Її твори перекладено понад тридцятьма мовами.
Мешкає у Нью-Йорку.
2024 року два її романи було екранізовано. Дует Скотта МакҐігі та Девід Сігела екранізував її роман «Друг» із Наомі Воттс у головній ролі. Іспанський кінорежисер Педро Альмодовар екранізував роман «Через що ти проходиш» у своєму англійському дебютному повнометражному фільмі «Сусідня кімната» з Тільдою Свінтон і Джуліанною Мур у головних ролях. Останній було нагороджено престижним «Золотим левом» на 81-му Венеціанському міжнародному кінофестивалі.

## Короткий зміст
- У творі «Пір’їна на подиху Бога» (1995) «молода жінка озирається на світ своїх батьків-емігрантів: батька китайсько-панамського походження та матір-німкеню, які зустрілися в повоєнній Німеччині та оселилися в Нью-Йорку. Зростаючи в житловому проєкті у 1950–1960-х роках, оповідачка тікає у світ мрій, натхненних як розповідями її батьків, так і власним читанням, а на певний час — у неземне життя балету»[14]. The New York Times  описала дебют Нуньєс як «сильний роман авторки з рідкісним талантом»[15].
- «Оголена у сні» (1996) — це «роман про неминучі й подекуди нестерпні складнощі кохання та сімейної драми»[16], в якому жінка вплутується в позашлюбний роман і намагається зрозуміти батька, який покинув її в дитинстві.
- «Міц: Мармозетка з Блумсбері» (1998) — це пародійна біографія домашньої мармозетки, що належала Леонарду й Вірджинії Вулф. NPR описали Міц як «іронічну, надзвичайно розумну літературну перлину про відданість»[17].
- «Для Руєнни» (2001). «У своєму четвертому й, можливо, найкращому на сьогодні романі — про письменницю, яку переслідують спогади про коротку дружбу з колишньою медсестрою з В’єтнаму — Нуньєс знову звертається до знайомих, прустівських тем із прискіпливою глибиною»[18].
- «Остання у своєму роді» (2006) розповідає про розвиток дружби між двома жінками з різних соціально-економічних прошарків, які познайомилися як сусідки по кімнаті в Барнард-коледжі 1968 року. Нуньєс зазначала, що хотіла написати про шістдесяті, уявляючи життя «конкретних людей, яким судилося дорослішати в той революційний час». Ендрю О’Геір назвав його «можливо, найкращим [соціальним романом], написаним про те особливе покоління молодих американців, які вірили, що їхня доля — змінити хід історії»[19].
- У романі «Місто спасіння» (2010) тринадцятирічний хлопчик втрачає батьків через світову пандемію грипу і потрапляє під опіку євангельського пастора та його дружини. «Місто спасіння» — це історія про кохання, зраду й прощення. Це роман про духовне та моральне зростання, а також про розраду, яку дає мистецтво[20]. Ґері Штейнгарт сказав, що цей роман «змушує переосмислити устрій нашого світу»[21].
- «Завжди Сьюзен: Мемуари про Сьюзен Зонтаґ» (2011). 1976 року, одужуючи після операції, Зонтаґ найняла Нуньєс для друкування своєї кореспонденції. Нуньєс почала зустрічатися з сином Зонтаґ, Девідом Ріффом, і переїхала до квартири на Верхньому Вест-Сайді, яку на той час ділили мати й син. «Ця детальна, багатогранна розповідь про більш особистий бік складної й суперечливої публічної фігури подана зі стриманим гумором і великою часткою співчуття. Абсолютно захопливо» — Лідія Девіс[22].
- «Друг» (2018). Коли наставник і близький друг письменниці вчиняє самогуб ство, вона отримує у спадок його німецького дога. «Друг» — це одночасно «роздуми про письменництво і втрату цілісності в нашому літературному житті» та, за словами Кетлін Шайн, «найоригінальніша історія любові до собаки після "Мого пса Тюльпана"». Роман здобув Національну книжкову премію 2018 року[23] і став фіналістом літературної премії Симпсона/Джойс Керол Оутс 2019 року[24].«Друг» став бестселером за версією New York Times . Він потрапив до короткого списку Дублінської літературної премії 2020 року. У Франції він увійшов до довгого списку в категорії зарубіжної прози для премії Премії Феміна 2019 року та був обраний фіналістом премії Prix du Meilleur Livre Étranger[25]
- «Через що ти проходиш» (2020). Жінка погоджується допомогти своїй смертельно хворій подрузі, поїхавши з нею й супроводжуючи її в останні дні життя. Подруга планує прийняти препарат для евтаназії, замість того щоб дозволити раку зробити свою справу. «Вона така ж добра, як і «Друг», якщо не краща». — Двайт  Ґарнер[26].
- «Вразливі» (2023). Письменниця, вже досить немолода, щоб бути визнаною «вразливою» на початку пандемії COVID-19 у Нью-Йорку, доглядає за енергійним папугою, якого звати Єврика, в розкішній квартирі своїх друзів. Коли попередній доглядач за тваринами, студент з покоління Z, повертається до квартири, між ним і оповідачкою зав'язується малоймовірна дружба. Її дослідження у стилі Водсворта «якою мірою життя визначається сумом за тим, що було втрачено», її рідкісна здатність бути одночасно меланхолійно елегійною та гостро смішною робить роман «Вразливі» справжнім даром.[27]

### Книжки
- A Feather on the Breath of God. New York: HarperCollins. 1995. ISBN 9780312422738.
- Naked Sleeper. New York: HarperCollins. 1996. ISBN 9780060172763.
- Mitz: The Marmoset of Bloomsbury. New York: HarperFlamingo. 1998. ISBN 9780060174071.
- For Rouenna. New York: Farrar, Straus and Giroux. 2001. ISBN 9780374254308.
- The Last of Her Kind. New York: Farrar, Straus and Giroux. 2006. ISBN 9780374183813.
- Salvation City. New York: Riverhead Books. 2010. ISBN 9781594487668.
- Sempre Susan: A Memoir of Susan Sontag. New York: Atlas Books. 2011. ISBN 9781594633348.
- Друг. New York: Riverhead Books. 2018. ISBN 9780735219441.[28]
- What Are You Going Through. New York: Riverhead Books. 2020. ISBN 9780593191415.
- The Vulnerables. New York: Riverhead Books. 2023. ISBN 9780593715512.[29]

### Вибрані оповідання
- Airport Story. The Threepenny Review. 127. Fall 2011.
- "Imagination." The Sun, April 2012.
- "Philosophers." Conjunctions: 58, Spring 2012.
- "Worried Sisters." Harper's, September 2012.
- "It Will Come Back to You.". London Review of Books, November 2021.
- "Greensleeves.". The New Yorker, September 2024.

### Вибрані нариси
- «Раптом Сьюзен» (адаптація з Semper Susan ). The New York Times, 25 лютого 2011 р.
- «Любов і вигадка » (уривок із «Little Star» №4). littlestarjournal.com, 12 грудня 2012 р.
- «Шекспір для тих, хто вижив» (рецензія на роман «Станція одинадцять» Емілі Сент-Джон Мендел). The New York Times Book Review, 12 вересня 2014 р.
- «Two Memoirs Celebrate Muses With Four Legs» (огляд двох мемуарів: Afterglow Ейлін Майлз і Fetch Ніколь Дж. Джорджес). The New York Times Book Review, 28 вересня 2017 р.
- «Зір» і насолоди надмірного мислення про материнство (рецензія на роман Джессі Ґрінґрасс «Зір»). newyorker.com, 22 серпня 2018 р.
- «Леонард Майклз був котом» (вступ до роману  Кі » Леонарда Майклза). Paris Review Daily, 14 листопада 2018 р.
- «Секс і щирість» (рецензія на роман «Чистота» Ґарта Ґрінвелла). The New York Review of Books, 11 червня 2020 р.
- «Захворювання серця» (рецензія на збірку оповідань «Бути людиною» Ніколь Краусс). The New York Review of Books, 5 листопада 2020 р.
- «Lost, at Sea, at Odds» (рецензія на роман «Місцеперебування» Джумпи Лахірі, переклад автора з італійської). The New York Review. 27 травня 2021 р.
- «Відчайдушні персонажі та хаос, що лежить під ними». Журнал The New York Times Style. 13 липня 2022 р.
- «Gred in the Afternoon» (рецензія на роман  Загубитися» Енні Ерно, переклад з французької Елісон Л. Стреєр). The New York Review. 3 листопада 2022 р.

### Екранізації
- Сусідня кімната (2024) за мотивами роману «Через що ти проходиш».
- Друг (2024), оснований на однойменному романі.

## Переклади українською
2024 року у видавництві «Ще одну сторінку» вийшов український переклад роману «Друг». Перекладачка — Анастасія Дудченко.